# Anders Yngve Pers
Anders Yngve Pers, född 26 augusti 1902 i Västerås, död 5 oktober 1985 i Västerås, var en svensk tidningsman, son till Anders Pers och far till Anders H. Pers.

## Biografi
Pers tog studentexamen vid Högre allmänna läroverket i Uppsala 1921 och en fil. kand-examen med ämnena historia, konsthistoria och statskunskap vid Uppsala universitet 1928. Han studerade senare som stipendiat vid Geneva School of International Studies 1930-31. Under studenttiden var han ordförande i Studenternas helnykterhetssällskap 1927 och ordförande i Studentföreningen Verdandi 1927-28.
I sin karriär arbetade Pers på Dagens Nyheter 1930, på Stockholms-Tidningen 1931-32, på Göteborgs Handelstidning 1933 och som chef för denna tidnings Stockholmsredaktion 1937-40. År 1940 började han som politisk medarbetare i Vestmanlands Läns Tidning (VLT) och var där huvudredaktör 1948-72 och ansvarig utgivare 1948-78. Åren 1961-72 var han VD för VLT AB och ordförande i bolagets styrelse 1972-78.
Pers hade politiska uppdrag som ledamot i Västmanlands läns landsting 1946-66, vice ordförande i Beredskapsnämnden för psykologiskt försvar 1954-61, samt uppdrag inom tidningsvärlden som ledamot av Pressens opinionsnämnd 1954-69, Ledamot av Offentlighetskommissionen 1960-67 och ordförande i Sveriges vänsterpressförening 1963-70. 
Under andra världskriget var VLT en av de tidningar som tog tydlig ställning mot nazimen, bland annat genom att trycka brittiska legationens svenskspråkiga propagandatidning Nyheter från Storbritannien. Den trycktes i 50 000 exemplar 1940 och vid krigsslutet i en upplaga om 300 000 exemplar. Pers var även personligen involverad i antinazistiska kretsar som medlem i Samfundet Nordens Frihet och Tisdagsklubben.
Under Pers' tid i ledningen utvecklades VLT till ett professionellt nyhetsorgan. Tidningsmannens uppgift var enligt Pers "att vara stundens röst". Han markerade tydligt nyhetsreportagets centrala roll i tidningen. Särskilt slog han vakt om notisen, som kort och koncist berättade vad som hänt, inte hur något hänt. Han skrev ofta sina ledare mitt i natten och utgick då från de senast inkomna printertelegrammen. Genom att han var välorienterad om senaste nytt i både utrikes- och inrikespolitiken blev han flitigt citerad av andra tidningar.
Pers’ tid som tidningens VD sammanföll med ett nytt strukturellt skede för den svenska pressen, präglat av nedläggningar och koncentration. Det ledde till att VLT befäste sin ställning som ledande tidning i västra delen av länet, bl. a. genom förvärv av Bärgslagsbladets Tryckeri AB och Arboga Tidning 1970. Den expansion som skedde under hans ledning hade också sin grund i betydande teknik- och lokalinvesteringar. Pers representerade ett framgångsrikt tidningsföretag, som inte var beroende av presstöd. Den liberala VLT nådde en 90-procentig täckning i Västerås, som sedan 1930-talet styrts av socialdemokraterna.
Åren 1966-1977 var han ordförande för Karlfeldtsamfundet.